# Obituarium
Een obituarium of  jaargetijdenboek  is een handschrift waarin een lijst werd bijgehouden van de doden die moesten herdacht worden door een religieuze gemeenschap, een kapittel van een collegiale kerk of een parochie.
Het is een gangbare praktijk om voor een overledene jaarlijks een gedachtenismis op te laten dragen door een kloostergemeenschap, een kapittel, in een parochie of een begijnhof. Een dergelijke dienst wordt een jaargetijde of memorie genoemd. Een jaargetijde werd in de middeleeuwen gesticht door de te herdenken persoon, nog tijdens zijn leven, bij diens testament of door zijn familieleden. Bij de opdracht tot het houden van een gebedsdienst werden alle details van de uitvoering gespecificeerd, bijvoorbeeld aan welk altaar in welke kapel de dienst moest plaatsvinden, wat er aan de priester, de koster en de klokkenluider moest betaald worden, of er eventueel aalmoezen werden uitgedeeld of maaltijden moesten worden gegeven, en wat dies meer zij. Zo'n jaargetijde werd betaald met een (aanzienlijke) som geld of de schenking van een goed. Alle administratieve bepalingen betreffende de jaargetijden werden vastgelegd in het obituarium van de betrokken kerk of het betrokken klooster.
Het obituarium is dus een register in de vorm van een Romeinse kalender waarin de administratieve gegevens over de jaargetijden die een parochie, een klooster of een kapittel op zich had genomen werden bijgehouden.
De termen necrologium, dodenlijst, obituarium en jaargetijdenboek worden door elkaar gebruikt. Het verschil met een necrologium is dat een obituarium de administratieve gegevens over de te verzorgen herdenkingen bevat, maar dat het alleen ter voorbereiding, niet in de liturgische dienst zelf gebruikt werd.